# Sozial-Kulturelle Gesellschaft der Juden in Polen

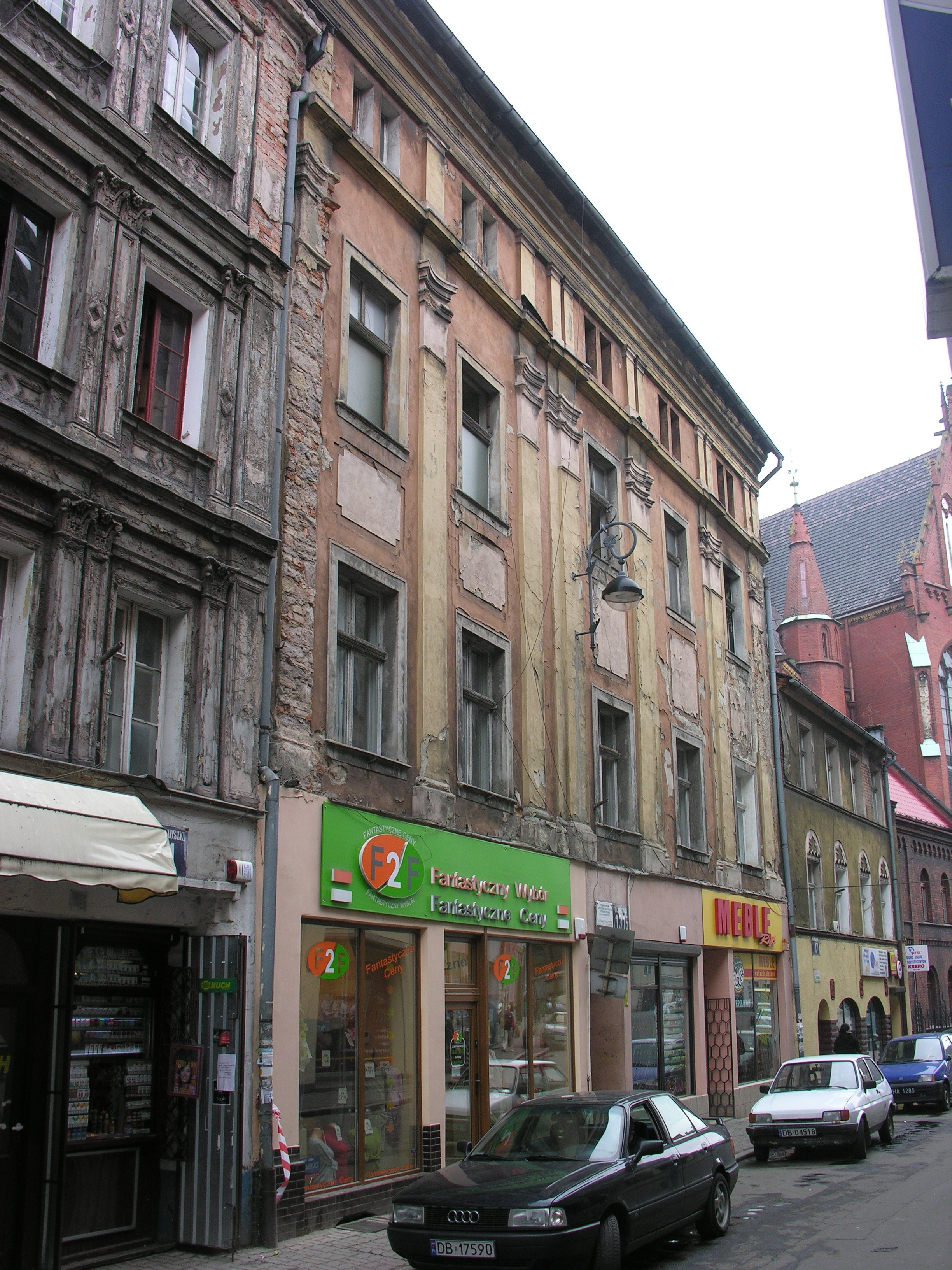
Gebäude in der Moniuszko-Straße in Wałbrzych (Waldenburg), wo sich die Verwaltung der Sozial-Kulturellen Gesellschaft der Juden in Polen (TSKŻ) befindet

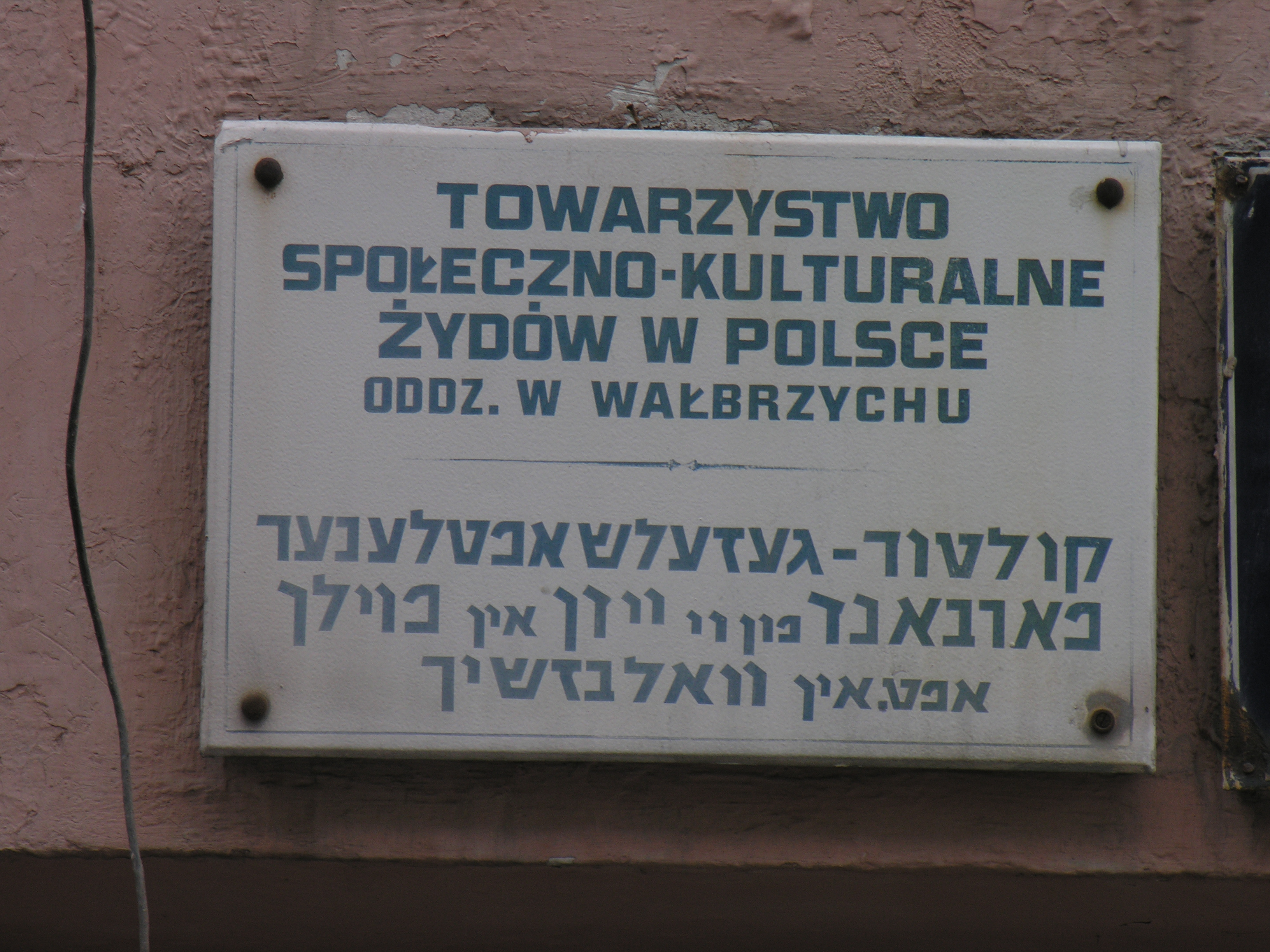
Hinweistafel

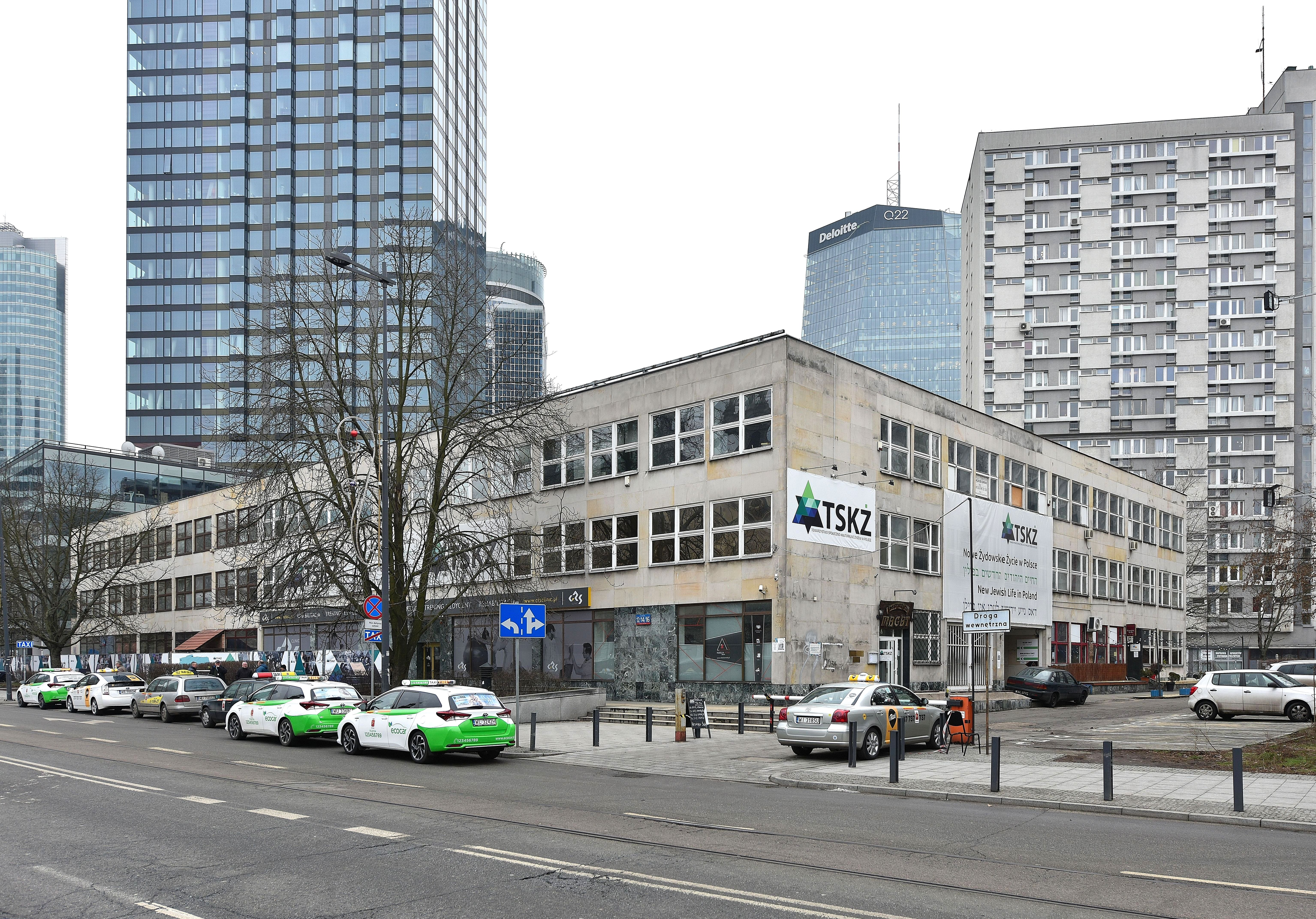
Ehemaliges Gebäude am Grzybowski-Platz 12/16 in Warschau, in dem in den Jahren 1970–2016 das Jüdische Theater untergebracht war; der ehemalige Sitz der Hauptverwaltung der TSKŻ

Die Sozial-Kulturelle Gesellschaft der Juden in Polen (polnisch Towarzystwo Społeczno-Kulturalne Żydów w Polsce, TSKŻ; jiddisch Ḳulṭur-Gezelshafṭlekher Farband fun di Yidn in Poyln) ist eine säkulare jüdische Organisation in Polen. Zweck der Gesellschaft ist es, die kulturellen Bedürfnisse der jüdischen Gemeinde, ihre Vertretung in offiziellen Gremien, die Entwicklung von literarischen, wissenschaftlichen und künstlerischen Kenntnissen, die Bewahrung des Jiddischen, den Schutz des jüdischen Erbes im Land und die materielle und geistige Unterstützung ihrer Mitglieder zu befriedigen bzw. zu fördern. Gegenwärtig hat die Sozial-Kulturelle Gesellschaft der Juden in Polen ungefähr 2700 Mitglieder und ist die größte jüdische Organisation in Polen.

## Geschichte
Die Sozial-Kulturelle Gesellschaft der Juden in Polen, einer der Verbände nationaler Minderheiten in Polen,  wurde 1950, nach dem Zusammenschluss des Zentralkomitees der Juden in Polen und der Jüdischen Kulturgesellschaft (Żydowskiego Towarzystwa Kultury) in einer einzigen Organisation zusammengefasst, gegründet. Sie galt als „parteitreu“.
1962 gründete die Organisation in Warschau den Jugendclub „Babel“. Im März 1968 wurde dieser Verein von den kommunistischen Behörden der zionistischen Verschwörung, der Förderung des Chauvinismus und des Nationalismus beschuldigt.
Die Organisation ist Mitglied des World Jewish Congress und des European Jewish Congress. Die Organisation veröffentlicht derzeit eine gedruckte zweisprachige monatliche Zeitschrift auf Jiddisch und Polnisch, Słowo Żydowskie (Dos Jidisze Wort).
Die Verwaltung der Organisation befindet sich in der Stadt Wałbrzych (deutsch Waldenburg/Schlesien).
Von 1950 bis 1962 war ihr erster Vorsitzender Grzegorz Smolar (Hirsch Smolar), gefolgt von Leopold Trepper bis 1968, dann Edward Rajber, später Mitglied des künstlerischen Rates des Jüdischen Staatstheaters in Warschau. Seit 2006 ist Artur Hofman der Vorsitzende.

## Vorsitzende
- 1950–1962: Grzegorz Smolar (Hirsch Smolar)
- 1962–1968: Leopold Trepper
- 1968–1984: Edward Rajber
- 1986–2003: Szymon Szurmiej
- 2003–2006: Maria Giercuszkiewicz
- 2006–: Artur Hofman